# Кобылянский, Евгений Борисович
Кобылянский Евгений Борисович (родился 2 ноября 1964 года, Киев) — советский и российский композитор, музыкант мультиинструменталист, продюсер, музыкант-мультиинструменталист (клавишные, гитара, ударные, саксофон), использующий психоакустические приёмы в своих произведениях, Бывший продюсер Григория Лепса.. Мастер и педагог Института театрального искусства имени Кобзона.

## Биография
Окончив школу № 70 в Киеве, поступил в Киевское государственное высшее музыкальное училище им. Р. М. Глиэра (Киевский институт музыки им. Р. М. Глиэра), которое окончил в 1984 году. А также окончил музыкальную академию им. П. И. Чайковского.
В 1990 году в Москве окончил Институт Культуры, по специальности «режиссёр».
В начале 1990-х годов получил продюсерское образование в США.
Кобылянский работал звукорежиссёром в ряде американских звукозаписывающих студий, в том числе в «Black Cat Studio». За рубежом Кобылянский сотрудничал с Джо Кокером (англ. Joe Cocker), Эрнестин Андерсон (англ. Ernestine Anderson), Синди Лопер (англ. Cyndi Lauper), Билли Джоэлом (англ. Billy Joel) и одним из основателей группы Pink Floyd — Роджером Уотерсом (англ. Roger Waters).
В России играл в группе «Лига блюза» и инструментальном ансамбле «Экспресс».
Как композитор, продюсер и музыкант Кобылянский работал с Григорием Лепсом, Аллой Пугачёвой, Ольгой Кормухиной, Ириной Аллегровой, Валерием Леонтьевым, Лаймой Вайкуле, Филиппом Киркоровым, Михаилом Шуфутинским, Тамарой Гвердцители и другими артистами.
Автор-композитор ряда хитов эстрады, в числе которых: «Мамины глаза» (в исп. Т. Гвердцители), «Натали», «Я слушал дождь», «Танго разбитых сердец», «На струнах дождя», «Раздумья мои» (в исп. Г. Лепса), «Вне сюжета» (в исп. В. Леонтьева), «Треснувший диск» (в исп. И. Аллегровой), «Поехали, извозчик, на Арбат» (в исп. М. Шуфутинского), «Корабль», «Ангел», «Прощай», «Орёл» (в исп. О. Кормухиной).
В роли музыкального продюсера Евгений Кобылянский создал и выпустил популярные альбомы Михаила Шуфутинского периода 1991—1996 годов, Григория Лепса периода 1995—2006 годов, Тамары Гвердцители периода 1997—2004 годов, Ирины Аллегровой периода 1997—2000 годов. В роли продюсера и режиссёра Кобылянский выпустил концертные программы популярных отечественных артистов, проходившие на главных концертных площадках страны: первый концерт Г. Лепса в ГЦКЗ «Россия» (2002 г.); концерт «Парус», в котором впервые в Кремле прозвучали песни Владимира Высоцкого и авторские хиты в исполнении Г. Лепса (2004 г.); концерт Александра Буйнова «Две жизни» в Кремле (2012 г.), концерт Стаса Михайлова «20 лет в пути» в Кремле (2013 г.).
В 2008 году Евгений Кобылянский записал композицию «Hey You» для Pink Floyd, ранее выходившую в альбоме «The Wall». Работа была приурочена ко дню смерти и посвящена памяти клавишника Pink Floyd — Ричарда Райта.
В 2010 году записал музыкальную сюиту «Ночь и день», которая стала главной музыкальной темой одноимённого модного показа российского кутюрье Валентина Юдашкина.
В 2012 году выпустил дебютный сольный альбом «Стена голосов», в который вошли как его новые, так и несколько ранних произведений, которые Кобылянский записал как вокалист.
В 2011 году объехал Европу с гастрольным туром, выступая и с сольным проектом, и вместе с гитаристом группы Queen — Брайаном Мэем.
В 2013 году Кобылянский выпустил альбом инструментальной музыки — «KobRa 1», в который вошли инструментальные партии с использованием психоакустических приёмов.
В 2013 году был музыкальным продюсером и ведущим торжественной церемонии открытия фестиваля русского кино в Испании — «Marbella Russian Film Festival» (MARFF).

### Дискография
- 2012 — «Стена голосов».
- 2013 — «KobRa 1».

Коллекционирует музыкальные инструменты, коллекция которых насчитывает несколько десятков инструментов и аксессуаров.